# Abraxas lacteanigra
Abraxas lacteanigra är en fjärilsart som beskrevs av Rayner 1909. Abraxas lacteanigra ingår i släktet Abraxas och familjen mätare. Inga underarter finns listade i Catalogue of Life.